# Gonatas
Gonatas is een geslacht van kevers uit de familie van de Passalidae. De wetenschappelijke naam van het geslacht is voor het eerst geldig gepubliceerd in 1871 door Johann Jakob Kaup.
Deze kevers komen voor in Australië en de eilanden tussen Australië en Java.
In 1882 gebruikte William Lucas Distant de naam Gonatas voor een nieuw geslacht van wantsen uit het Neotropisch gebied. De naamgeving van Kaup had hierop echter voorrang. James A. Slater stelde daarom in 1957 de nieuwe naam Gonatoides voor ter vervanging van Gonatas Distant.

## Soorten
- Gonatas altidens Heller, 1910
- Gonatas brevis Kuwert, 1898
- Gonatas carolinensis Gravely, 1918
- Gonatas cetioides Zang, 1905
- Gonatas germari (Kaup, 1868)
- Gonatas hebridalis Boucher, 1991
- Gonatas intermedius Hincks, 1938
- Gonatas minimus Kuwert, 1891
- Gonatas minor Gravely, 1918
- Gonatas naviculator (Percheron, 1844)
- Gonatas odiosus Kuwert, 1891
- Gonatas pumilio (Kaup, 1868)
- Gonatas schellongi Kuwert, 1891
- Gonatas tenimbrensis Gravely, 1918
- Gonatas vanuatuensis Boucher, 1991